# Paroplites australis
Paroplites australis là một loài bọ cánh cứng trong họ Cerambycidae.